# Station Biadki
Station Biadki is een spoorwegstation in de Poolse plaats Biadki.